# Yukiko Fujisawa
Yukiko Fujisawa (藤澤 亮子 Fujisawa Yukiko?,  Chiba, Prefectura de Chiba, Japón, 14 de abril de 1995) es una patinadora de patinaje artístico sobre hielo japonesa. Fujisawa fue campeona en el Final del Grand Prix Juvenil en República Checa de 2008, medallista de plata en la Final del Grand Prix de 2009 y medallista de bronce juvenil japonesa en 2010.

## Programas
| Temporada | Programa corto                              | Programa libre                    | Exhibición                        |
| --------- | ------------------------------------------- | --------------------------------- | --------------------------------- |
| 2011–12   | - The Cotton Club de John Barry             | - Malagueña de Ernesto Lecuona    |                                   |
| 2010–11   | - Tango de Cirque du Soleil por René Dupéré | - Paquita de Ludwig Minkus        |                                   |
| 2009–10   | - Tango de Cirque du Soleil por René Dupéré | - Salome de Roque Banos           |                                   |
| 2008–09   | - The Railway Children de Lionel Jeffries   | - Cenicienta de Serguéi Prokófiev | - Dueling Banjos - Cotton Eye Joe |

## Aspectos competitivos
| Internacional                    | Internacional | Internacional | Internacional | Internacional | Internacional | Internacional | Internacional |
| Evento                           | 2007–08       | 08–09         | 09–10         | 10–11         | 11–12         | 12–13         | 13–14         |
| -------------------------------- | ------------- | ------------- | ------------- | ------------- | ------------- | ------------- | ------------- |
| Golden Spin de Zagreb            |               |               |               |               | 10.º          |               |               |
| Trofeo Mont Blanc                |               |               | 2.º           |               |               |               |               |
| Juvenil international            |               |               |               |               |               |               |               |
| JGP Final del Grand Prix Juvenil |               | 2.º           |               |               |               |               |               |
| JGP Austria                      |               |               |               | 8.º           |               |               |               |
| JGP República Checa              |               | 1.º           |               |               |               |               |               |
| JGP Alemania                     |               |               |               | 5.º           |               |               |               |
| JGP Rumania                      |               |               |               |               | 6.º           |               |               |
| JGP Reino Unido                  |               | 2.º           |               |               |               |               |               |
| JGP Estados Unidos               |               |               | 4.º           |               |               |               |               |
| Nacionales                       |               |               |               |               |               |               |               |
| Campeonato Japonés               |               |               | 10.º          |               |               |               | 18.º          |
| Campeonato Japonés Juvenil       | 19.º          | 8.º           | 3.º           | 11.º          |               |               |               |
| Campeonato Japonés Juvenil       | 2.º           |               |               |               |               |               |               |